# Superpuchar Białorusi w piłce siatkowej mężczyzn
Superpuchar Białorusi w piłce siatkowej mężczyzn – cykliczne rozgrywki w piłce siatkowej organizowane corocznie przez Białoruski Związek Piłki Siatkowej, w których rywalizują ze sobą mistrz i zdobywca Pucharu Białorusi. 
Rozgrywki o siatkarski Superpuchar Białorusi rozgrywane są od 2017 roku. Pierwszym zwycięzcą tych rozgrywek został klub Stroitiel Mińsk.

## Triumfatorzy
| Edycja | Data       | Miejsce spotkania                                    | 1. miejsce                                                | 2. miejsce                                                | Wynik spotkania                         |
| ------ | ---------- | ---------------------------------------------------- | --------------------------------------------------------- | --------------------------------------------------------- | --------------------------------------- |
| I      | 7.10.2017  | Kompleks sportowy MAPID, Mińsk                       | Stroitiel Mińsk (Zdobywca Pucharu Białorusi)              | Szachcior Soligorsk (Mistrz Białorusi)                    | 3:1 (25:15, 25:23, 23:25, 25:18)        |
| II     | 21.09.2018 | Hala sportowa "Łokomotiw", Homel                     | Szachcior Soligorsk (Mistrz Białorusi)                    | Stroitiel Mińsk (Zdobywca Pucharu Białorusi)              | 3:1 (25:20, 25:22, 19:25, 25:21)        |
| III    | 4.10.2019  | Kompleks sportowy "Trest Szachtaspiecbud", Soligorsk | Szachcior Soligorsk (Mistrz i zdobywca Pucharu Białorusi) | Stroitiel Mińsk (Finalista Pucharu Białorusi)             | 3:1 (22:25, 28:26, 25:17, 25:14)        |
| IV     | 20.02.2021 | Pałac Sportu "Uruczje", Mińsk                        | Szachcior Soligorsk (Mistrz i zdobywca Pucharu Białorusi) | Stroitiel Mińsk (Finalista Pucharu Białorusi)             | 3:1 (19:25, 25:23, 31:29, 25:21)        |
| V      | 30.09.2021 | Pałac lodowy, Soligorsk                              | Stroitiel Mińsk (Finalista Pucharu Białorusi)             | Szachcior Soligorsk (Mistrz i zdobywca Pucharu Białorusi) | 3:2 (17:25, 25:22, 25:16, 25:27, 15:9)  |
| VI     | 28.09.2022 | Pałac Sportu "Uruczje", Mińsk                        | Szachcior Soligorsk (Mistrz i zdobywca Pucharu Białorusi) | Stroitiel Mińsk (Wicemistrz Białorusi)                    | 3:2 (21:25, 23:25, 25:17, 25:21, 15:12) |
| VII    | 5.10.2023  | Pałac Sportu "Uruczje", Mińsk                        | Szachcior Soligorsk (Mistrz i zdobywca Pucharu Białorusi) | Stroitiel Mińsk (Wicemistrz Białorusi)                    | 3:0 (25:16, 25:16, 25:21)               |
| VIII   | 20.09.2024 | Kompleks sportowy "Łokomotiw", Homel                 | Eniergija Homel (Wicemistrz Białorusi)                    | Szachcior Soligorsk (Mistrz i zdobywca Pucharu Białorusi) | 3:0 (25:19, 25:23, 25:19)               |

## Bilans klubów
| Klub                | 1. miejsce | 2. miejsce |
| ------------------- | ---------- | ---------- |
| Szachcior Soligorsk | 5          | 3          |
| Stroitiel Mińsk     | 2          | 5          |
| Eniergija Homel     | 1          | 0          |